# Ozoergeti (gemeente)
Ozoergeti (Georgisch: ოზურგეთის მუნიციპალიტეტი, Ozoergetis moenitsipaliteti) is een gemeente in het westen van Georgië met 56.327 inwoners (2024) en een oppervlakte van 675 km². De gelijknamige stad is het bestuurlijk centrum. 
De gemeente ligt aan de Zwarte Zee in de regio Goeria en is gesitueerd in het Koboeleti-laagland, het Goeriagebergte en het Meschetigebergte. Sinds 2016 staat bij het dorp Sjekvetili de Black Sea Arena, de grootste overdekte concertarena van de Zuidelijke Kaukasus.

## Geschiedenis
Vanaf het uiteenvallen van het Koninkrijk Georgië in het begin van de 15e eeuw tot in de 19e eeuw behoorde het grondgebied van de huidige gemeente tot het Vorstendom Goeria. In 1829 werd Goeria via het Verdrag van Adrianopel uit 1829 door het Russische Rijk geannexeerd.

### In Russisch Rijk

Oetsjastok Goeria (I) in het oejezd Ozoergeti van het Gouvernement Koetais.

Nadat de Russen ook vrijwel geheel West-Georgië onder controle hadden, werd het gebied inclusief Goeria bestuurlijk ingedeeld naar Russische maatstaven. Dit zou de basis leggen voor de moderne Georgische bestuurlijke indeling. In 1840 werd het Gouvernement Georgië-Imeretië opgericht dat geheel Georgië besloeg.
In 1846 werden Oost- en West-Georgië gescheiden. West-Georgië werd het Gouvernement Koetais, waarbinnen het. oejezd Ozoergeti werd opgericht dat geheel Goeria omvatte. Het oejezd werd onderverdeeld in drie gemeentelijke districten (oetsjastok, Russisch: yча́сток), waarvan het district Goeria (Гуриантскій yча́сток, Goeriantskiy oetsjastok) overeenkwam met de huidige gemeente Oezoergeti.
Nadat in 1841 al een opstand in het gebied had plaatsgevonden tegen het Russische gezag, vond er in 1902 een grote socialistische boerenopstand plaats tegen het tsaristische gezag, die begon in het dorp Nigoiti maar zich over heel Goeria verspreidde. De rebelse Goeriaanse Republiek werd uitgeroepen, maar deze werd uiteindelijk na de de Russische revolutie van 1905 neergeslagen.

### Vorming district
In 1930 werd het oetsjastok Goeria omgevormd tot het rajon (district) Ozoergeti. In 1934 werd zowel het district als de stad tot Macharadze omgedoopt ter ere van Filipp Macharadze, een Goeriaan die in het Sovjet-leiderschap zat. In het begin van de jaren zestig van de 20e eeuw werd de oppervlakte van het district verkleind: een deel van het gebied bij Gomismta werd overgeheveld naar het rajon Koboeleti en een deel van het gebied rond de rivier Soepsa naar het rajon Lantsjchoeti.
In 1989 werd de naam Ozoergeti hersteld. In het onafhankelijke Georgië werd het district in 1995 onderdeel van de nieuw opgerichte regio (mchare) Goeria en in 2006 werd het district omgevormd naar een gemeente (municipaliteit). Tussen 2014 en 2017 was de stad Ozoergeti een zelfstandige stadsgemeente naast de rest van de (rurale) gemeente. In 2017 werd deze stap teruggedraaid omdat men niet tevreden was met het resultaat.

## Geografie
Ozoergeti grenst in het noorden aan de gemeente  Lantsjchoeti, in het oosten aan Tsjochataoeri, en in het zuiden de gemeenten Sjoeachevi en Koboeleti, beiden in de autonome republiek Adzjarië. De Zwarte Zee begrenst de westkant. Het westelijke kustgebied is onderdeel van het Koboeleti laagland.

### Meschetigebergte

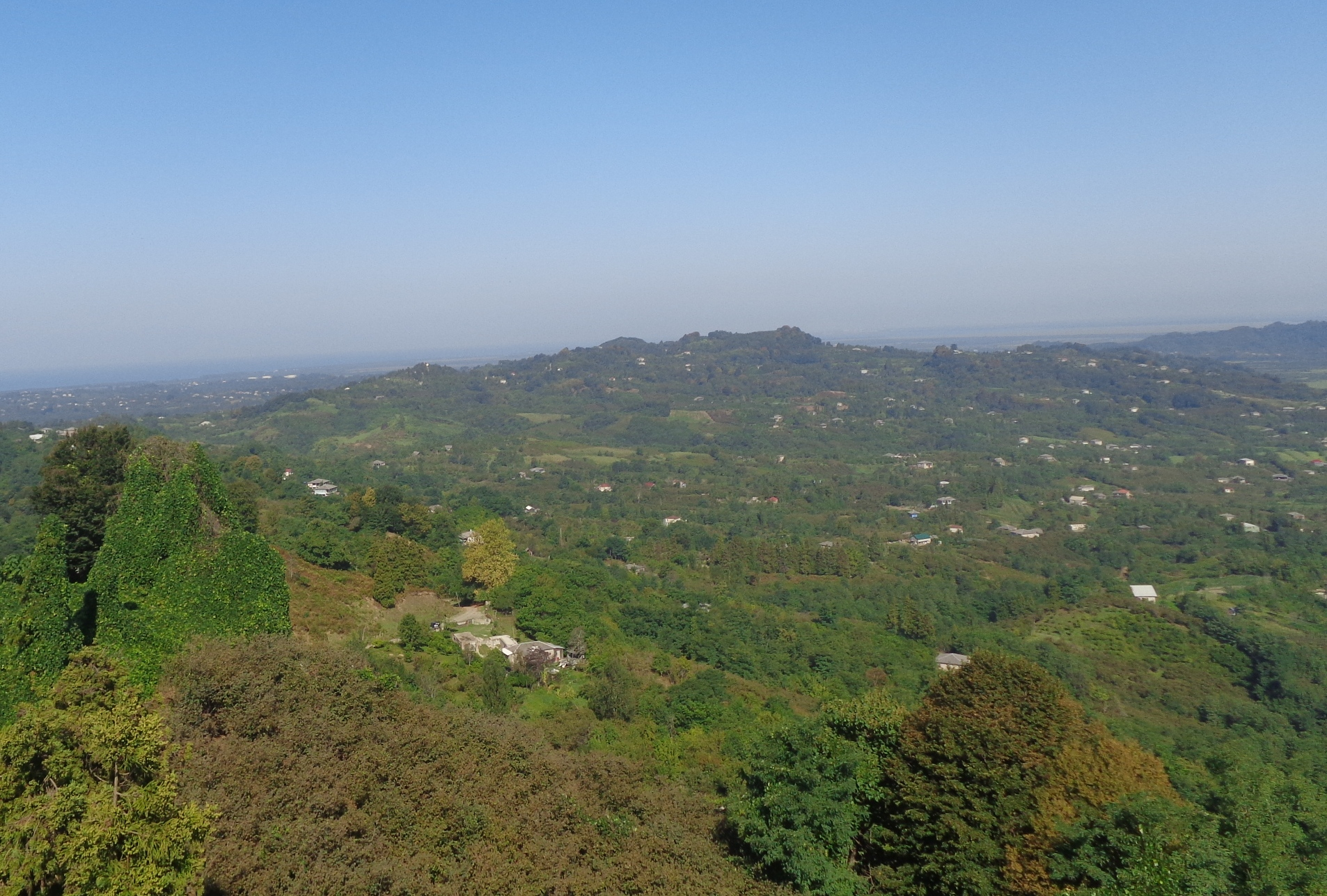
Het glooiende gebied tussen de Goeria- en Meschetigebergtes.

De noordgrens van de gemeente wordt bepaald door het Goeriagebergte, een bescheiden bergrug dat een noordelijke uitloper is van het Meschetigebergte dat door het oostelijke deel van de gemeente ligt. Tussen deze gebergtes ligt een glooiende vallei dat het stroomgebied vormt van de Soepsa en Natanebi en hun vele zijrivieren. In het zuiden vormt de Tsjoloki-rivier een deel van de grens met Adzjarië. Bruggen over deze rivier werden tijdens de crisis in 2004 rond Adzjarië door de Adzjaarse milities opgeblazen. 
De hoogste bergen in de gemeente bevinden zich in het zuidoostelijke deel, in het Meschetigebergte. De berg Sakornia is met 2755 meter boven zeeniveau het hoogste punt in de gemeente. Gomismta (of ook wel Gomis Mta) is een favoriet zomeroord op 2.000 meter hoogte vlak onder de berg Gomis-Tavi en enkele andere toppen.

## Demografie
Begin 2024 telde de gemeente Ozoergeti 56.327 inwoners, een daling van ruim 7% ten opzichte van de volkstelling van 2014.
| Gemeente Ozoergeti                                                      | -     | -     | 58.514 | 75.240 | 79.710 | 84.278 | 90.040 | 78.760 | 62.863 | 59.913 | 56.327 |  |  |  |
|                                                                         |       |       |        |        |        |        |        |        |        |        |        |  |  |  |
| Ozoergeti                                                               | 4.710 | 5.626 | 11.419 | 19.131 | 21.679 | 22.393 | 23.399 | 18.705 | 14.785 | 14.372 | 13.973 |  |  |  |
| Laitoeri                                                                | -     | -     | -      | 5.018  | 3.398  | 5.327  | 3.854  | 3.556  | 2.697  | 3.384  | 3.254  |  |  |  |
| Naroedzja                                                               | -     | -     | -      | -      | -      | -      | 2.219  | 1.295  | 2.148  | 1.514  | 1.503  |  |  |  |
| Kveda Nasakirali                                                        | -     | -     | -      | -      | -      | 2.290  | 2.616  | 2.550  | 2.898  | 2.546  | 2.547  |  |  |  |
| Oereki                                                                  | -     | -     | -      | 1.736  | 1.249  | 1.486  | 1.758  | 1.422  | 1.166  | 1.466  | 1.566  |  |  |  |
| Verantwoording data: Bevolkingsstatistiek Georgië 1897 tot heden. Noot: |       |       |        |        |        |        |        |        |        |        |        |  |  |  |

### Etniciteit en religie
Ozoergeti is praktisch mono-etnisch Georgisch (97,2%). Etnische minderheden zijn onder andere Armeniërs (1,8%), Russen (0,6%). Daarnaast wonen er ongeveer 100 Oekraïners, enkele tientallen Osseten, en een gering aantal Abchaziërs, Jezidi's en Grieken. De bevolking van Ozoergeti bestond in 2014 voor 85% uit orthodox christelijke Georgiërs, gevolgd door islamitische Georgiërs (Adzjaren). Deze laatste groep, die ongeveer 12% groot is en buiten de stad Ozoergeti woont, is een erfenis uit de Ottomaanse overheersing van Neder-Goeria en Adzjarië en de gedwongen islamisering in de 18e en 19e eeuw. Verder zijn er kleine gemeenschappen katholieken, protestanten en jehova's.

## Administratieve onderverdeling

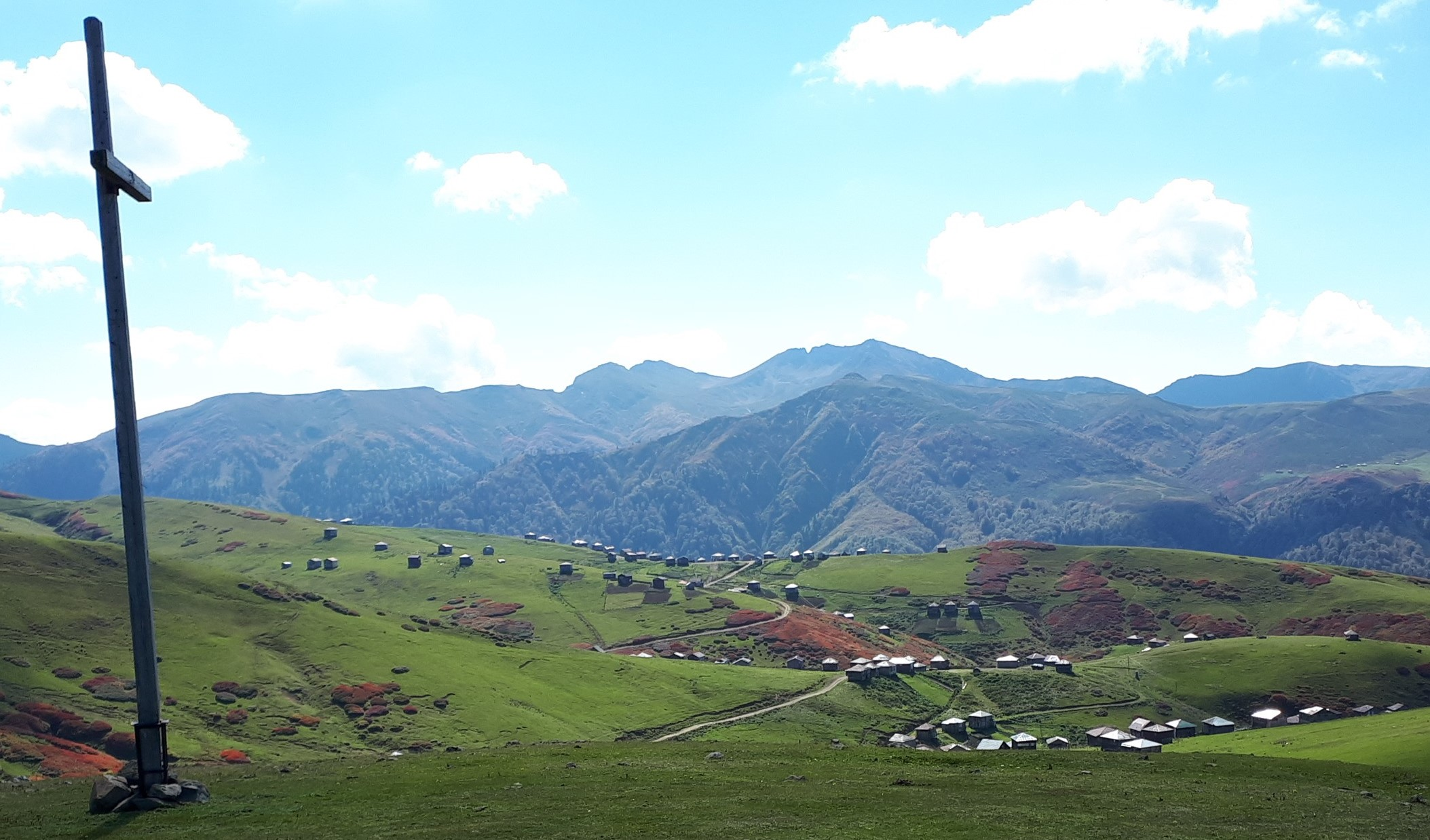
Bergroord Gomismta.

De gemeente Ozoergeti is administratief onderverdeeld in 24 gemeenschappen (თემი, temi) met in totaal 69 dorpen (სოფელი, sopeli). Er zijn vijf 'nederzettingen met een stedelijk karakter' (დაბა, daba) en één stad (ქალაქი, kalaki).
- stad: Ozoergeti, tevens hoofdstad regio Goeria;
- daba: Gomismta, Laitoeri, Naroedzja, Nasakirali en Oereki;
- dorpen: in totaal 69, waaronder Bachvi.

Gomismta is een kuur- en vakantieoord in het Meschetigebergte.

## Bestuur

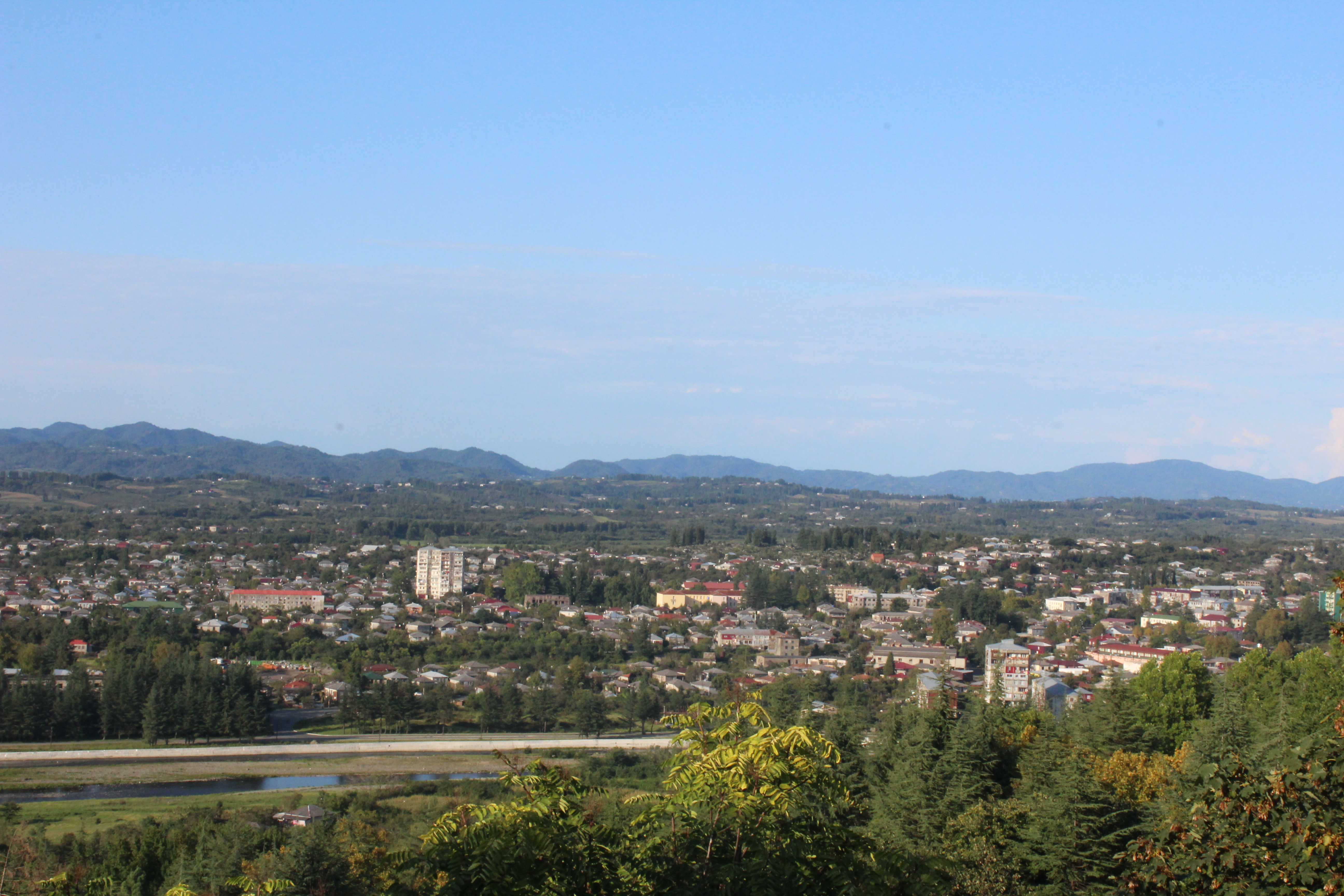
Gemeentelijk centrum Ozoergeti

De gemeenteraad van Ozoergeti (Georgisch: საკრებულო, sakreboelo) wordt elke vier jaar gekozen in een gemengd kiesstelsel. Een deel wordt via enkelvoudige kiesdistricten gekozen en een deel via evenredige vertegenwoordiging van gesloten partijlijsten, waarvoor een kiesdrempel geldt van drie procent.
|        | Georgische Droom (GD)              | 31 | 36 | 30 |
|        | Verenigde Nationale Beweging (UNM) | 4  | 4  | 11 |
|        | Overige partijen                   | 8  | 5  | 4  |
| Totaal | Totaal                             | 43 | 45 | 45 |

## Vervoer

De belangrijkste interregionale weg door de gemeente, de Sh2 tussen Samtredia en Koboeleti via de stad Ozoergeti

De gemeente is verbonden met Batoemi, Poti en Tbilisi door de Georgische internationale hoofdweg S2 (E70) die langs de Zwarte Zeekust door de gemeente loopt. Het binnenland van de gemeente kent diverse regionaal belangrijke wegen die samenkomen in het gemeentelijke en regiocentrum Ozoergeti. De belangrijkste daarvan is de nationale route Sh2 tussen Samtredia en Koboeleti via Ozoergeti, die voorheen in de Sovjet-Unie een van de Georgische hoofdwegen was. 
Sinds 1883 loopt de Samtredia - Batoemi spoorlijn langs de kust door de gemeente. Sinds 1924 is er een aftakking hiervan het binnenland in naar de stad Ozoergeti, die dagelijks vanaf zowel Tbilisi als Batoemi bediend wordt.